# Karl Christian Gärtner

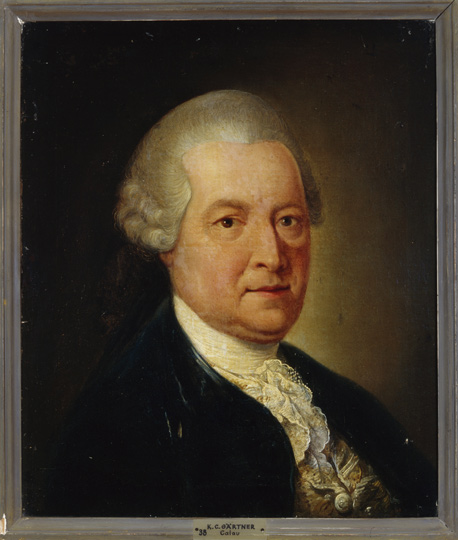
Karl Christian Gärtner, Gemälde von Benjamin Calau, 1770, Gleimhaus Halberstadt

Karl Christian Gärtner (* 24. November 1712 in Freiberg; † 14. Februar 1791 in Braunschweig) war ein deutscher Schriftsteller und Hochschullehrer.

## Leben

### Gründer der Bremer Beiträge
Gärtner besuchte die Fürstenschule in Meißen, wo er C. F. Gellert, G. W. Rabener und J. A. Cramer kennenlernte. Mit Gellert und Rabener traf er später wieder in Leipzig zusammen, die sich wie er zunächst J. C. Gottsched anschlossen. Von Gärtner ging der Anstoß zur Begründung der literarischen Zeitschrift der Neuen Beyträge zum Vergnügen des Verstandes und Witzes aus, einer Autorengruppe von Literaten, die sich gegen die strikten Regeln auflehnte, die Gottsched für „gute Literatur“ aufgestellt hatte.
An diesen Bremer Beiträgen beteiligten sich Cramer, J. A. Schlegel und Rabener, dann auch Ebert, Konrad Arnold Schmid, Zachariae, Giseke und vor allem der von ihnen bekannteste Klopstock, der in den Bremer Beyträgen seine ersten Gesänge des Messias veröffentlichte. Ansehen erwarb sich Gärtner durch sein Schäferspiel Die geprüfte Treue, mit dem er das erste Heft der Zeitschrift eröffnete. Seine Tätigkeit lag jedoch vor allem im redaktionellen Bereich, der Prüfung und Sichtung der eingereichten Arbeiten.

### Professor in Braunschweig
Gärtner verließ Leipzig 1745 und kam als Hofmeister der beiden Grafen von Schönburg nach Braunschweig. Auf Vorschlag von J. F. W. Jerusalem wurde er zunächst Dozent am dortigen Collegium Carolinum. Im Jahre 1748 erhielt er eine Professur für Redekunst und Sittenlehre. In seinen Lehrveranstaltungen zur Ethik orientierte er sich an Gellerts Moralischen Vorlesungen. Anhand von Gottscheds Grundriß zu einer vernünfftigen Redekunst ließ er seine Studenten Aufsätze ausarbeiten und veranstaltete rhetorische Übungen. Gottscheds Critische Dichtkunst diente als Leitschnur für seine Poetik-Vorlesungen.
1761 gab er die Sammlung einiger Reden heraus, die er für Schüler des Carolinums zum Vortrag bei feierlichen Gelegenheiten angefertigt hatte. Mit den anderen Mitgliedern des Leipziger Kreises, die in Braunschweig angestellt waren, blieb er in freundschaftlichem Kontakt. Gemeinsam mit Zachariae unternahm er eine Übersetzung von Linguets Theatre espagnol (Braunschweig 1770–1771, 3 Bände). Im Jahre 1775 wurde er Kanonikus des Blasiusstiftes. 1780 wurde er von seinem früheren Schüler Herzog Karl Wilhelm Ferdinand zum Hofrat ernannt. Gärtner starb 1791 in Braunschweig.

## Literarische Wirkung
Von seinen Zeitgenossen wurde Gärtner für sein literarisches Urteilsvermögen und sein rhetorisches Können sehr geschätzt. Aus heutiger Sicht wird konstatiert, dass die Besonderheit seiner Form der Literaturkritik gegenüber derjenigen Gottscheds mangels entsprechender Quellen nur schwer rekonstruierbar sei. Seine Sammlung einiger Reden sei zwar zeitgenössisch gelobt worden; die Reden seien aber eher auf herkömmliche Weise verfasst und lehnten sich an typische Muster der Panegyrik an.
Letztlich beruht Gärtners literaturgeschichtliche Bedeutung wohl vorwiegend auf seiner Tätigkeit als Herausgeber der Bremer Beiträge. Er wirkte als Vermittler von Sprachästhetik und Stilempfinden seiner Zeit.

## Vertonungen von Gedichten Karl Gärtners
- Franz Abt (1819–1885):
  - 6 Lieder für Stimme und Klavier, op. 119, Offenbach 1854
- Albert Dietrich (1829–1908):
  - Liederkreis (10 Gedichte) für eine Singstimme und Pianoforte, op. 1, Leipzig 1851
- Julius Otto (1804–1877):
  - Wie hat es Gott so schön bedacht für Solostimme und Klavier
- Anton Urspruch (1850–1907):
  - Rosenlieder (Nr. 4) für Singstimme und Klavier, op. 5, 1875, Leipzig